# Arthur Ernest Percival
Arthur Ernest Percival (Aspenden, 26 december 1887 - Westminster, 31 januari 1966) was een Britse legerofficier. Hij diende zowel in de Eerste Wereldoorlog als de Tweede Wereldoorlog. Hij voerde in de Tweede Wereldoorlog het bevel over de Britse troepen tijdens de Slag om Malaya en Slag om Singapore. Hij raakte daarna in Japanse krijgsgevangenschap.

## Eerste jaren
Percival werd geboren op 26 december 1887 in Aspenden Lodge, Aspenden vlak bij Buntingford in Hertfordshire. Hij was de tweede zoon van Alfred Reginald en Edith Miller. Hij volgde onderwijs in Bengeo en Rugby en werd lid van de Volunteer Rifle Corps. In 1907 ging Percival werken als klerk bij de ijzerhandelaar Naylor, Benzon & Company Limited in Londen.

## Eerste Wereldoorlog
Percival werd in augustus 1914 toegevoegd aan de Officer Training Corps in Inns of Court en werd na vijf weken al bevorderd tot tweede luitenant. In november 1914 werd hij bevorderd tot kapitein. In februari 1915 werd hij naar Frankrijk gestuurd met het nieuwgevormde Zevende Bataljon van de Bedfordshire Regiment van de 18th (Eastern) Division. Hij vocht mee tijdens de Slag aan de Somme, maar raakte in september ernstig gewond tijdens een aanval, hiervoor werd hij onderscheiden met de Military Cross.
Hij werd tijdelijk benoemd tot majoor in zijn eigen regiment. In 1917 werd hij een bataljonscommandant met de tijdelijke rang van luitenant-kolonel. Tijdens de Duitse Kaiserschlacht leidde Percival een tegenaanval om een Franse artillerie-eenheid te redden van gevangenschap, hiervoor werd hij onderscheiden met de Croix de Guerre 1914-1918. In mei 1918 was hij bevelhebber van de 54ste Brigade. Hij kreeg hiervoor een titulaire bevordering tot majoor en werd onderscheiden met de Orde van Voorname Dienst (DSO).

## Interbellum
Percival diende in 1919 bij de Britse Militaire Missie tijdens de Russische Burgeroorlog en was plaatsvervangend bevelhebber bij de 45ste Royal Fusiliers. In augustus 1919 werd er een gesp aan zijn DSO toegevoegd. In 1920 diende Pervical in Ierland tijdens de Ierse Onafhankelijkheidsoorlog. Hij was eerst een compagniecommandant en later de inlichtingenofficier van het 1ste Bataljon van het Essex Regiment in Kinsale. Voor zijn verdiensten in Ierland werd Percival benoemd tot Officier in de Orde van het Britse Rijk.
Percival was van 1923 tot 1924 toegevoegd aan de Staff College in Camberley. Daarna volgde een promotie tot majoor bij de Cheshire Regiment, daarna bracht hij vier als stafofficier door bij de Nigeria Regiment, Royal West African Frontier Force in West-Afrika. In 1929 kreeg hij een titulaire bevordering tot luitenant-kolonel. Tussen 1931 en 1932 was hij een General Staff Officer Grade 2 bij de Staff College, Camberley en was van 1932 tot 1936 belast met het bevel over het 2de Bataljon van de Cheshire Regiment. In 1935 werd hij toegevoegd aan de Imperial Defence College.
Percival werd in maart 1936 bevorderd tot kolonel en was tot 1938 General Staff officer Grade 1 in Malaya bij generaal William Dobbie. In maart 1938 keerde hij terug naar Groot-Brittannië en werd bevorderd tot brigade-generaal bij de Generale Staf van de Aldershot Command.

## Tweede Wereldoorlog
Van 1939 tot 1940 was Percival brigade-generaal, General Staff van de I Corps van het British Expeditionary Force. Hij werd daarna bevorderd tot generaal-majoor en was in februari 1940 kort General Officer Commanding van de 43e (Wessex) Infanteriedivisie. Hij werd in 1940 benoemd tot Assistent van de Chief of the Imperial General Staff maar na de evacuatie bij Duinkerke vroeg hij om een actief commando. Hij kreeg het bevel over de 44e (Home Counties) Infanteriedivisie en besteedde negen maanden om 100 kilometer Engelse kust te verdedigen. In 1941 werd hij onderscheiden met een benoeming tot Lid in de Orde van het Bad.
In april 1941 werd Percival bevorderd tot luitenant-generaal en benoemd tot General Officer Commanding van Malaya. Bij zijn aankomst ging Percival onmiddellijk over tot training van zijn onervaren leger. Op 2 december 1941 arriveerden het slagschip HMS Prince of Wales en de slagkruiser HMS Repulse geëscorteerd door vier torpedojagers in Singapore. De volgende dag dineerde Rear-Admiral Ernest John Spooner met de nieuw aangekomen opperbevelhebber van de Eastern Fleet admiraal Tom Philips en Percival.
Op 8 december 1941 landde het Japanse 25ste Leger onder bevel van luitenant-generaal Tomoyuki Yamashita in Malaya. In die nacht landde Japanse troepen bij Kota Bahru aan de oostkust. Dit was echter een afleidingsmanoeuvre en de belangrijkste landingen vonden de volgende dag plaats bij Singora en Pattani op de zuidoostkust van Thailand en de Japanse troepen trokken het noorden van Malaya binnen.
De Japanners rukten snel op en op 27 januari 1942 beval Percival een terugtrekking over de Straat van Johore naar het eiland Singapore en de organisatie van een verdediging rond het eiland. Maar op 8 februari 1942 landden Japanse troepen op de noordwestelijke punt van het eiland. Na een week van hevige gevechten hield Percival zijn laatste commando-overleg op 15 februari 1942 in de Battle Box van Fort Canning. De Japanners hadden toen al bijna de helft van het eiland bezet en het zag ernaar uit dat het eiland in Japanse handen zou vallen. Er was hem verteld dat de volgende dag munitie en water op zouden zijn en Percival ging akkoord met een overgave. Generaal Yamashita was bereid om een Britse overgave te accepteren omdat zijn eigen troepen ook een munitietekort hadden, maar dit wist Percival niet.

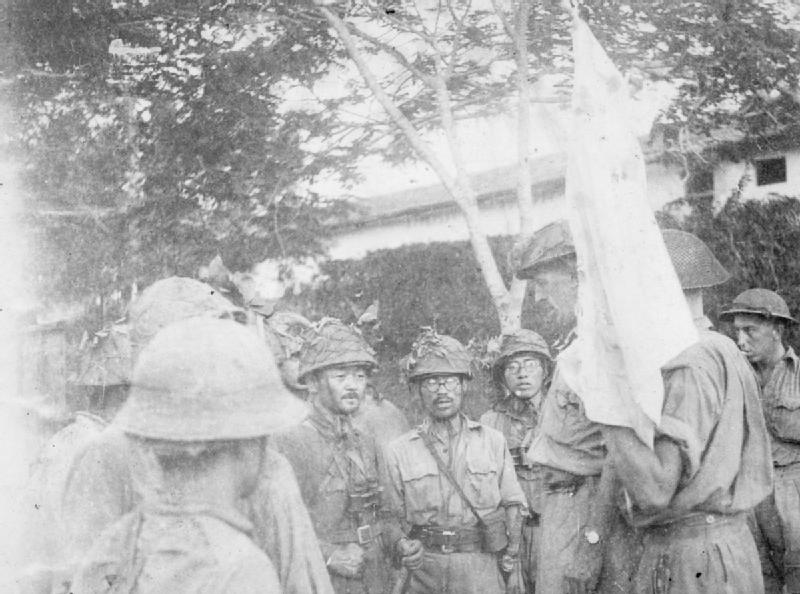
Percival tijdens de capitulatie van Singapore op 15 februari 1942.

De Japanners stonden erop dat Percival zelf met een witte vlag naar de Old Ford Motor Factory in Bukit Timah zou lopen om over een overgave te onderhandelen. Na een korte onenigheid, waarbij Percival er op aandrong dat de Britten 1.000 man onder de wapenen mochten houden om de orde te handhaven, gaf Yamashita hier uiteindelijk aan toe. Dat werd om 18:10 uur overeengekomen en de Britse troepen zouden om 20:30 hun wapens neerleggen en het verzet staken. Percival raakte daarna in krijgsgevangenschap.
Percival werd kort gevangen gehouden in Gevangenis van Changi. In augustus 1942 werd Percival samen met andere hogere Britse officieren van Singapore overgebracht naar Formosa en daarna naar een gevangenkamp in Mantsjoerije. Daar zat Percival onder andere samen met de Amerikaanse generaal Jonathan Wainwright en daar werden ze bevrijd toen de oorlog eindigde. Percival was aanwezig tijdens de ondertekening van de Japanse capitulatie aan boord van de USS Missouri in de Baai van Tokio op 2 september 1945.

## Na de Tweede Wereldoorlog
Percival keerde in september 1945 terug in Groot-Brittannië. In 1946 ging hij met pensioen met de rang van luitenant-generaal. Na zijn pensioen was hij van 1949 tot 1954 erekolonel van de 479th (Hertfordshire Yeomanry) H.A.A. Regiment en plaatsvervangend-luitenant van Hertfordshire in 1951. Hij was van 1950 tot 1955 kolonel bij de Cheshire Regiment.
Percival was president van de Far East Prisoners of War Association (FEPOW). Hij werkte daarnaast ook als president van de Hertfordshire Rode Kruis en werd in 1964 benoemd tot Officier in de Britse Orde van Sint-Jan. Percival stierf op 78-jarige leeftijd in Westminster.

## Militaire loopbaan
- Colour sergeant: 1901
- Private: 1914
- Tijdelijk Second Lieutenant: 3 september 1914 - 15 oktober 1914[1][2]
- Tijdelijk Lieutenant: 16 oktober 1914 - 31 oktober 1914[1]
- Tijdelijk Captain: 1 november 1914 - 15 oktober 1916[1]
- Captain: 16 oktober 1916[1]
  - Anciënniteit: 1 oktober 1916[1]
- Tijdelijk Lieutenant-Colonel: 1917[3][4][5][6][7]
- Tijdelijk Major: 4 februari 1917 - 15 januari 1918[1]
- Titulair Major: mei 1918[8]
- Tijdelijk Lieutenant-Colonel: 16 januari 1918 - 18 april 1919[1]
- Titulair Major: 1 januari 1919[1]
- Waarnemend Major: 22 april 1919 - 30 november 1919[1]
- Major: 20 september 1924[1]
- Titulair Lieutenant-Colonel: 1 januari 1929[1][9]
- Lieutenant-Colonel: 14 juli 1932[1]
- Colonel:	5 maart 1936[1]
  - Anciënniteit: 1 januari 1932 (wachtgeld 14 maart 1938) (volledige bezoldiging 1 april 1938)[1]
- Tijdelijk Brigadier: 1 april 1938 - 4 februari 1940[1][10]
- Major-General: 5 februari 1940[1][11]
  - Anciënniteit: 29 juni 1938 (supernumerary 26 december 1944) (uitdiensttreding 31 augustus 1946)[1]
- Waarnemend Lieutenant-General: 29 april 1941 - 7 oktober 1945[1][12]
  - Anciënniteit: 5 april 1941[1]
- Ererang Lieutenant-General:	31 augustus 1946[1][13]

## Decoraties
- Lid in de Orde van het Bad op 1 juli 1941[14]
- Orde van Voorname Dienst op 16 september 1918
- Orde van Voorname Dienst op 21 januari 1920
- Officier in de Orde van het Britse Rijk op 17 januari 1921
- Military Cross op	 14 november 1916[15]
- Croix de guerre 1914-1918[16]
- 1914-15 Star[1]
- Britse Oorlogsmedaille[1]
- Overwinningsmedaille[1]
- Officier in de Orde van Sint-Jan in 1964[17]
- Hij werd meerdere malen genoemd in de Dagorders. Dat gebeurde op:
  - 21 december 1917
  - 20 december 1918
  - 11 juni 1920